# Suzuki Ignis
O Suzuki Ignis é um automóvel crossover compacto produzido pela Suzuki lançado em 2000 e relançado em 2016.

## Galeria
- Primeira geração (2000-2006)
- Segunda geração (2016-presente)